# Estación de Dublín Pearse
Dublín Pearse (en irlandés: Stáisiún na bPiarsach) es una estación ferroviaria de Dublín, situada en el centro de la ciudad. Es la estación de cercanías más concurrida de Irlanda y la segunda estación más concurrida en general del país, solo por detrás de Dublín Connolly.
Todos los trenes del DART paran en la estación, al igual que todos los servicios de South Eastern Commuter, South Western Commuter e InterCity.